# Чивадзе, Александр Габриэлович
Александр Габриэлович (Гаврилович) Чивадзе (груз. ალექსანდრე გაბრიელის ძე ჩივაძე; род. 8 апреля 1955, Клухори) — советский футболист, защитник и грузинский тренер. Мастер спорта международного класса (1980). Заслуженный мастер спорта СССР (1981). Всю игровую карьеру провёл в клубе «Динамо» (Тбилиси).
Один из двух грузинских игроков, которые когда-либо были капитанами сборной СССР по футболу, первый — Муртаз Хурцилава.

## Биография

### Игровая карьера
Родился в городке Клухори (Карачаевск) в Ставропольском крае (город был передан в состав края из Грузинской ССР за месяц до рождения Чивадзе), где некоторое время работал его отец на хлебопекарне и женился на местной девушке Норе.
Когда Александру было полтора года, его семья переехала в Тбилиси, родной город отца будущего спортсмена. Чивадзе вырос в тбилисском районе Нахаловка, где гонял мяч с дворовыми ребятами.
В 18 лет был зачислен в дубль тбилисского «Динамо», в основе которого появился в 1974 году. Начинал карьеру на позиции опорного полузащитника. В 1978 году Ахалкаци, главный тренер «Динамо», решил попробовать Чивадзе на позиции центрального защитника. С первых же игр стало ясно, что решение правильное и с этого момента Чивадзе играл исключительно в обороне.
Играя в обороне, Чивадзе очень часто подключался к атакам команды. Нередко забивал с игры, кроме того, был штатным пенальтистом команды. Сам Чивадзе так говорил о своём стиле исполнения пенальти: «При разбеге я всегда следил за движением вратарей и уже перед ударом делал небольшую паузу. Если прыгали в один угол, бил в противоположный или по центру».
В 1980 году стал капитаном команды, оставаясь вплоть до завершения карьеры игрока.
За сборную СССР сыграл 46 матчей, забил 3 гола. Дебютировал 6 марта 1980 в игре против сборной Болгарии. Участник чемпионата мира 1982 года, был в заявке сборной на чемпионат мира 1986 года (единственный из грузинских футболистов), куда поехал с незалеченной травмой (надрыв задней поверхности бедра) и из-за которой так ни разу и не появился на поле. Неоднократно выводил сборную на игры в статусе капитана команды.
В 1987 году, после матча на Кубок УЕФА против западногерманского «Вердера», объявил об уходе из футбола. Причинами стали частые травмы за последние 2 года, а также груз ответственности, который нёс Чивадзе как лидер команды.

### Тренерская карьера
С 1990 года начал работу на посту вице-президента Федерации футбола Грузии.
В 1993 возглавил сборную Грузии, в тренерской штаб которой он пригласил бывших партнёров по «Динамо» — Рамаза Шенгелия, Тамаза Костава, Отара Габелия. При нём сборной довольно успешно играла в отборочных матчах к чемпионату Европы 1996, заняв в группе 3-е место после сборных Германии и Болгарии. Покинул пост главного тренера после поражений в отборочном турнире к чемпионату мира 1998 от сборных Англии (0:2) и Италии (0:1).
С января по октябрь 1998 года исполнял обязанности президента Федерации футбола Грузии после смерти Нодара Ахалкаци.
В июне 2001 года, после отставки Давида Кипиани и Реваза Дзодзуашвили, работал со сборной на заключительных матчах квалификационного турнира ЧМ-2002. В декабре 2001 года официально возглавил сборную Грузии, с которой участвовал в отборочном цикле чемпионата Европы 2004 года.
В 2003 году ушёл в отставку после неудачных игр сборной в отборочных матчах против сборной Ирландии (1:2) и сборной Швейцарии (0:0), вернувшись обратно на пост вице-президента Федерации футбола Грузии. Вместе с ним покинули сборную и его помощники — Муртаз Хурцилава и Отар Габелия.
В 2005 временно возглавлял Федерацию футбола Грузии после отставки президента Мераба Жордания.
С 2012 года возглавлял молодёжную сборную Грузии.
В 1990-е и в начале 2000-х выходил на поле в матчах ветеранов.

## Достижения

### Командные
«Динамо» (Тбилиси)
- Чемпион СССР: 1978
- Обладатель Кубка СССР (2): 1976, 1979
- Обладатель Кубка обладателей Кубков: 1981

Сборная СССР
- Бронзовый призёр Олимпийских игр 1980

### Личные
- Лучший футболист СССР: 1980 (по результатам опроса еженедельника «Футбол»).
- В списке 33 лучших футболистов сезона — 8 раз (7 раз под № 1, 1 раз — под № 2)
- Орден Чести (2001)
- Лауреат «Рубинового ордена УЕФА за заслуги» 2001[11].

## Семья
Жена Мзия, 2 сына (Георгий и Александр, оба — профессиональные футболисты) и дочь.
Литература
- Кенкишвили Симон Наскидович. Наш Чивадзе, наше Динамо, наш футбол. Ростов-на-Дону: Фонд науки и образования, 2015. ISBN 978-5-99062-465-8